# Бесіда біля вази в парку
«Бе́сіда бі́ля ва́зи в па́рку» (нім. Ein Gespräch am Sockel einer steinernen Vase) — декоративна композиція на межі декількох жанрів, створена голландським художником Яном Веніксом.
Твір художника — не досить вдале поєднання різнохарактерних фрагментів. Центр полотна займають велетенських розмірів паркова ваза та уламок колони. Поряд розмістилися люди, бесіда яких і надала назву картині. Але полотно не нагадує Італію, бажану країну і мекку мистецтва XVII століття. Краєвид з морським узбережжям та човнами притаманний саме Голландії. Пізній період творчості Венікса припав на втрату голландським мистецтвом демократичних традицій. Звідси посилення тенденцій формальних та декоративних. На межі декількох жанрів і композиція Венікса — з безтурботним дозвіллям мешканців, безтривожним і штучним пейзажем. Ян Венікс став попередником мистецтва рококо в Голландії, яке розквітне в XVIII столітті в творах митців різних країн — Корнеліса Троста, Антуана Ватто, Гейнсборо, Стефано Тореллі, Франсуа Буше.